# OpenDaylight
OpenDaylight專案（英語：OpenDaylight Project）是一個開放原始碼軟體專案，由Linux基金會支持。 Linux基金會在2013年4月8日公布了這項專案，其目標在於開發支援軟體定義網路（SDN）的各種軟體工具，建立網路功能虛擬化的基礎。主要開發語言為Java。

## 外部連結
- 官方网站